# Инцидент с Boeing 727 над Сагино
Инцидент с Boeing 727 над Сагино — авиационная авария, произошедшая ночью в среду 4 апреля 1979 года. Boeing 727-31 авиакомпании Trans World Airlines (TWA) выполнял регулярный внутренний рейс TW841 по маршруту Нью-Йорк—Миннеаполис, но во время пролёта над Сагино (штат Мичиган) у него неожиданно для экипажа возник правый крен, а затем он перешел в нисходящую спираль. Самолет потерял около 10 000 метров высоты, прежде чем экипаж сумел вывести его из спирали. После запроса аварийной посадки самолёт приземлился в аэропорту Детройта. Никто из 89 человек (82 пассажира и 7 членов экипажа) не погиб, но 8 из них получили ранения.

## Самолёт
Boeing 727-31 (регистрационный номер N840TW, заводской 18905, серийный 160) был выпущен в 1965 году (первый полёт совершил 2 июля). 12 июля того же года был передан авиакомпании Trans World Airlines (TWA). Оснащён тремя турбореактивными двигателями Pratt & Whitney JT8D-7B. На день инцидента налетал 35 412 часов.

## Экипаж
Самолётом управлял опытный экипаж, его состав был таким:
- Командир воздушного судна (КВС) — 44-летний Харви Г. Гибсон (англ. Harvey G. Gibson). Очень опытный пилот, проработал в авиакомпании TWA 15 лет и 3 месяца (с 9 декабря 1963 года). Управлял самолётами McDonnell Douglas DC-9 (КВС), Boeing 707, Boeing 747 и Lockheed L-1011 TriStar (все — вторым пилотом). В должности командира Boeing 727 — с 13 февраля 1969 года. Налетал 15 710 часов, 2597 из них на Boeing 727.
- Второй пилот — 40-летний Джесс С. Кеннеди (англ. Jess S. Kennedy). Очень опытный пилот, проработал в авиакомпании TWA 9 лет и 3 месяца (с 9 декабря 1969 года). На пилота Boeing 727 был квалифицирован ещё до прихода в авиакомпанию TWA — 28 апреля 1967 года был квалифицирован на должность бортинженера, а 3 марта 1969 года был квалифицирован на должность второго пилота. Налетал 10 336 часов, 8348 из них на Boeing 727.
- Бортинженер — 37-летний Гэри Н. Бэнкс (англ. Gary N. Banks). Проработал в авиакомпании TWA 9 лет и 6 месяцев (с 26 сентября 1969 года). Налетал 4186 часов, 1186 из них на Boeing 727.

В салоне самолёта работали четверо бортпроводников.

## Расследование
Расследование причин инцидента с рейсом TW841 проводил Национальный совет по безопасности на транспорте (NTSB).

### Итоги расследования
Окончательный отчёт расследования был опубликован 9 июня 1981 года.

## Дальнейшая судьба самолёта
Boeing 727-31 борт N840TW после инцидента был успешно отремонтирован и уже в мае 1979 года продолжил эксплуатироваться авиакомпанией TWA. 10 марта 1988 года был переделан из пассажирского в грузовой (Boeing 727-31F) и продан авиакомпании Jet East International (с 1989 года — Express One International), в июле того же года его б/н сменился на N220NE. От неё сдавался в лизинг авиакомпаниям Emery Worldwide (с 17 марта 1995 года по 30 апреля 1999 года) и Charter America (с 30 апреля 1999 года по 9 декабря 2005 года).
C 9 декабря 2005 года стоит на хранении в авиакомпании Tropical Air.

## Культурные аспекты
Инцидент с рейсом 841 TWA показан в 22 сезоне канадского документального телесериала Расследования авиакатастроф в серии Бедствие близ Мичигана.